# セバスティアン・ヤクビャク
セバスティアン・ヤクビャク（Sebastian Jakubiak、1993年6月21日 - ）は、ドイツ・リューベック出身のサッカー選手。1.FCマクデブルク所属。ポジションはMF。